# Jean Chrétien Baud (1919-1944)

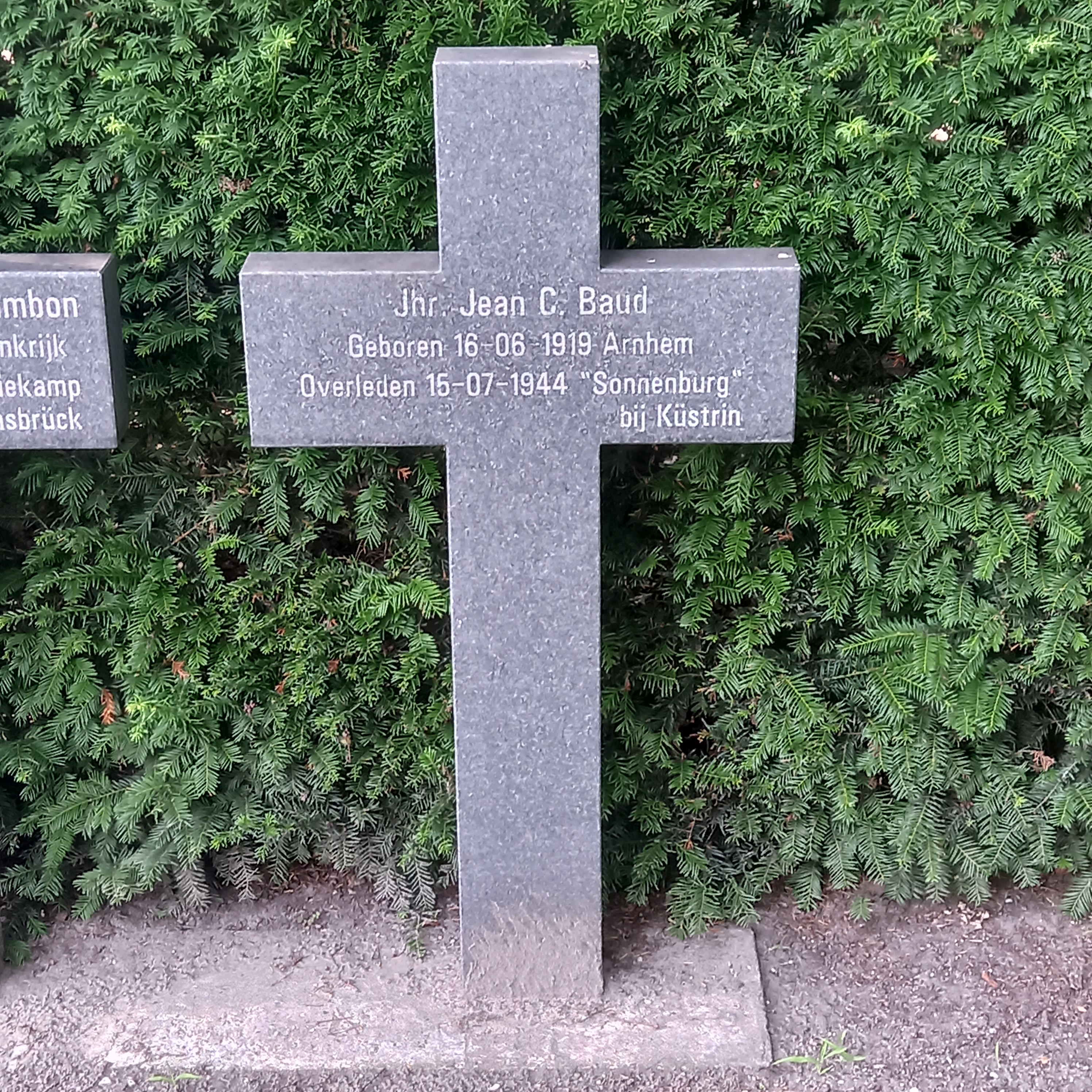
Het graf van Jean Chrétien Baud op begraafplaats Westduin in Den Haag

Jhr. Jean Chrétien (Tièn) Baud (Arnhem, 16 juni 1919 – Sonnenburg, 15 juli 1944) was een Nederlands verzetsman tijdens de Tweede Wereldoorlog.

## Levensloop
Jean Chrétien Baud werd geboren in Arnhem, als zoon van Jean Chrétien baron Baud, adjunct commies bij de Provinciale Griffie, en Augusta Isabelle Alexandrine baronesse van Dedem.
In 1938 behaalde hij zijn gymnasiumdiploma aan het Gymnasium Bildersstraat in Den Haag. Baud werd in oktober 1939 aangewezen voor de opleiding candidaat-Indisch ambtenaar. Hij startte halverwege het studiejaar 1939-1940 met de studie Indologie aan de Universiteit Utrecht. Hij werd lid van het Utrechtsch Studenten Corps.

### Tweede Wereldoorlog
In 1940 probeerde hij naar Portugal te fietsen, hetgeen echter mislukte. Hij werd vervolgens lid van de Stijkelgroep.
Om spionagemateriaal naar Engeland te brengen huurde Han Stijkel van Willem en Arie van der Plas, twee vissers uit Katwijk, een vissersboot, de KW133 Eendracht. Behalve Stijkel, Baud, Hendrik Gerard Stoppendaal, en Cornelis Jan Gude zou ook een Joodse man meevaren die de aankoop van de boot financierde. Op 2 april 1941 werden ze gearresteerd, toen ze de haven van Scheveningen wilden uitvaren. Ze waren verraden door de Scheveningse vishandelaars J.S. van Dam en J. van Wezel die voor de Sicherheitspolizei werkten. Stijkel, Baud, Stoppendaal en Gude sprongen in het water maar werden toch gearresteerd. 
Na enkele dagen verhoord te zijn werden ze overgebracht naar de gevangenis van Scheveningen (Oranjehotel), waar Baud van 3 april 1941 tot 10 april 1942 in cel 371 zat. Daarna werd hij naar Berlijn vervoerd, waar hij ter dood veroordeeld werd. Hij kreeg echter gratie en werd naar concentratiekamp Sonnenburg gebracht. Hij kreeg tbc en overleed door uitputting.
Zijn graf is bij het Stijkelmonument op begraafplaats Westduin in Den Haag.

## Onderscheiding en ander eerbetoon
- Hij kreeg postuum het Verzetsherdenkingskruis uitgereikt.[12]
- Zijn naam staat vermeld op de Erelijst van Gevallenen 1940-1945.[13]
- Zijn naam staat vermeld op het monument bij het Eregraf Stijkelgroep.[14]
- Zijn naam staat vermeld op het monument in het Academiegebouw van de Universiteit Utrecht.[15]